# Günther Garbrecht
Günther Garbrecht (* 10. Januar 1925 im Lockstedter Lager; † 23. Februar 2019 in Groß Schwülper) war ein deutscher Bauingenieur, Bautechnikhistoriker und Hochschullehrer.

## Leben und Wirken
Garbrecht wuchs im pommerschen Löcknitz auf, wo seine Eltern eine Fleischerei betrieben. Von dort besuchte er ein Gymnasium in Stettin, erlangte dort vorzeitig das Abitur, um dann bei der Luftwaffe seinen Kriegsdienst zu absolvieren.
Nach Rückkehr aus der Gefangenschaft nahm er an der TH Karlsruhe das Studium des Bauingenieurwesens auf und konnte es schon 1949 abschließen. Danach wirkte Garbrecht als Assistent am dortigen Institut für Wasserbau bei Heinrich Wittmann (1899–1967) und eignete sich an der Versuchsanstalt für Wasser- und Grundbau die Methoden des wasserbaulichen Versuchswesens an.
1952 wurde er von der TH Karlsruhe mit der Dissertation über Wasserabfluß in gekrümmten Flußstrecken zum Dr.-Ing. promoviert.
Garbrecht wirkte von 1954 bis 1957 als Berater an der Technischen Universität Istanbul sowie für weitere drei Jahre bei der staatlichen türkischen Wasserbauverwaltung DSI. Dort kümmerte er sich u. a. um die Funktionsfähigkeit alter Talsperren. 1960 wurde Garbrecht mit dem Aufbau und der Leitung des Fachgebietes Wasserbau und Wasserwirtschaft der 1956 gegründeten Middle East Technical University (METU) in Ankara betraut – eine Aufgabe, die er bis 1969 wahrnahm und für deren erfolgreiche Erfüllung ihm die METU 1981 die Ehrendoktorwürde verlieh. Während seiner Schaffensperiode in Ankara begegnete Garbrecht dem ehemaligen Präsidenten des Deutschen Archäologischen Instituts (DAI), Erich Max Boehringer (1897–1971), der damals die Ausgrabungen in Pergamon leitete und ihn zur Untersuchung wasserwirtschaftlicher Fragen dieser antiken Metropole einlud. So begann ab 1967 Garbrechts Erforschung des antiken Wasserbaus.
1969 folgte Garbrecht einem Ruf der University of Zambia auf die Professur für Wasserbau und Wasserwirtschaft. Ende 1971 wurde er Nachfolger Friedrich Zimmermanns (1902–1973) und leitete den Lehrstuhl für Wasserbau und Kulturtechnik des von Ludwig Leichtweiß gegründeten Leichtweiß-Instituts der TU Braunschweig bis zu seiner Emeritierung im Jahr 1987.
Der 1973 bezogene Neubau des Leichtweiß-Instituts bot Garbrecht und seinen Mitarbeitern hervorragende Möglichkeiten in der praktischen Forschung mit Hilfe von Modellversuchen, die sich in über 200 gutachterlichen Stellungnahmen niederschlugen. Darüber hinaus ermöglichten Forschungsstationen in Peru, Sambia und Saudi-Arabien dem wissenschaftlichen Nachwuchs, Auslandserfahrungen zu sammeln. Während seiner Braunschweiger Zeit betreute Garbrecht 18 Dissertationen, verfasste über 100 Veröffentlichungen und berichtete in mehr als 200 Vorträgen über die Arbeit des Instituts auf nationaler und internationaler Ebene.
An der 1978 erfolgten Vereinigung des Kuratoriums für Wasser und Kulturbauwesen und des Deutschen Verbandes für Wasserwirtschaft (DVW) zum Verband für Wasserwirtschaft und Kulturbau (DVWK), der sich dann später mit der Abwassertechnischen Vereinigung (ATV) zur Deutschen Vereinigung für Wasserwirtschaft, Abwasser und Abfall (DWA) zusammenschließen sollte, war Garbrecht maßgeblich beteiligt.
Garbrechts wissenschaftliche Leidenschaft galt der Erforschung der Geschichte des Wasserbaus in Zusammenarbeit mit forschenden Kollegen der Archäologie. Schon 1972 wurden die Forschungen in Pergamon wieder aufgenommen und in vielen Kampagnen fortgesetzt. Dafür wurde er 1981 mit der Frontinus-Medaille der Frontinus-Gesellschaft ausgezeichnet. 1982 folgten die Bauaufnahme und deren Interpretation vom Sadd el-Kafara im Wadi Garawi, dem ältesten Hochdamm der Welt in Ägypten. Danach engagierte er sich 1985/86 bei den Untersuchungen der wasserwirtschaftlichen Infrastruktur des historischen Resafa in Syrien. Im Herbst 1987 und Frühjahr 1988 wurde dann der Forschungsschwerpunkt auf geschichtlichem Gebiet nach Israel verlagert. Hier wurden die hydrotechnischen Anlagen der königlichen Winterpaläste aus der Zeit der Hasmonäer in Jericho aufgefunden, dokumentiert und analysiert. Zwischen den beiden Kampagnen in Jericho wurden im Januar/Februar 1988  die Feldarbeiten zur Erforschung des legendären Möris-Sees in der Fayoum-Depression westlich des Nils in Ägypten in einem weiteren Projekt durchgeführt. Ende 1988 begannen die Arbeiten zur Erforschung der Wasserbewirtschaftung in römischen Thermenanlagen. Am Beispiel der Caracalla-Thermen in Rom konnten die Wasserströme innerhalb des Gesamtkomplexes unter der Annahme eines freien, unregulierten Durchflusses bestimmt werden. Die Ergebnisse all dieser Vorhaben wurden primär in 21 Berichten im Rahmen der Mitteilungen des Leichtweiß-Instituts veröffentlicht.
Das letzte Projekt, mit dem sich Garbrecht befasste, fußte auf seinen Arbeiten in der Türkei während der Zeit an der METU. Damals hatte er bereits Talsperren aus urartäischer Zeit inspiziert und Reste des Menua-Kanals dokumentiert. Zusammen mit neueren Erkenntnissen aus der Literatur gelang es ihm, ein Bild von historischen Wasserbauten in Ostanatolien im Königreich Urartu aus der Zeit vom 9. bis 7. Jahrhundert v. Chr. zu zeichnen.
1976 initiierte Garbrecht in Zusammenarbeit mit dem Studienkreis für die Geschichte des Wasserbaus, der Wasserwirtschaft und der Hydrologie eine Tagung zu hydrotechnischen Anlagen aus der Antike in Koblenz. Es folgten entsprechende Veranstaltungen in vielen Ländern rund um das Mittelmeer, die seit 1994 unter der Überschrift Cura Aquarum ... standen und zuletzt die internationalen Verbindungen der im Januar 2002 in Mainz gegründeten Deutschen Wasserhistorischen Gesellschaft (DWhG) mit Sitz in Siegburg repräsentierten. Diese Gesellschaft förderte Garbrecht nach Kräften und ernannte ihn deshalb und ob seiner Forschungen zur Geschichte des antiken Wasserbaus zu ihrem Ehrenmitglied.
Als „Mentor der Erforschung des Wasserbaus in der Antike“ trug Garbrecht entscheidend zur Historiografie der Bautechnik bei.

## Werke
- Günther Garbrecht: Wasserabfluß in gekrümmten Flußstrecken. Dissertation TH Karlsruhe 1952.
- Günther Garbrecht und Heinz-Ulrich Bertram: Sadd-El-Kafara: Die älteste Talsperre der Welt (2600 v. Chr.), 2 Bände. Mitteilungen des Leichtweiß-Instituts für Wasserbau Nr. 81, Braunschweig: TU Braunschweig 1983.
- Günther Garbrecht: Wasser: Vorrat, Bedarf und Nutzung in Geschichte und Gegenwart, Reinbek bei Hamburg: Rowohlt-Taschenbuchverlag 1985, ISBN 3-499-17724-2.
- Günther Garbrecht: Historische Talsperren, 2 Bände, hrsgn. v. Deutschen Verband für Wasserwirtschaft und Kulturbau e.V., Stuttgart: Wittwer 1987, ISBN 3-87919-145-X.
- Günther Garbrecht: Von der Intuition zur wasserbaulichen Forschung: Ein Rückblick aus Braunschweiger Sicht. Mitteilungen des Leichtweiß-Instituts für Wasserbau Nr. 100, Braunschweig: TU Braunschweig 1989.
- Günther Garbrecht und Horst Jaritz: Untersuchung antiker Anlagen zur Wasserspeicherung im Fayum/Ägypten. Mitteilungen des Leichtweiß-Instituts für Wasserbau Nr. 107, Braunschweig: TU Braunschweig 1990.
- Günther Garbrecht und Ehud Netzer: Die Wasserversorgung des geschichtlichen Jericho und seiner königlichen Anlagen (Gut, Winterpaläste). Mitteilungen des Leichtweiß-Instituts für Wasserbau Nr. 115, Braunschweig: TU Braunschweig 1991.
- Günther Garbrecht und Hubertus Manderscheid: Die Wasserbewirtschaftung römischer Thermen: Archäologische und hydrotechnische Untersuchungen, 3 Bände. Mitteilungen des Leichtweiß-Instituts für Wasserbau Nr. 118, Braunschweig: TU Braunschweig 1994.
- Günther Garbrecht: Meisterwerke antiker Hydrotechnik, Stuttgart/Leipzig: Teubner 1995, ISBN 3-8154-2505-0.
- Günther Garbrecht: Altertümer von Pergamon, Band I, Teil 4: Die Wasserversorgung von Pergamon, Text- und Tafelband, Berlin: De Gruyter 2001, ISBN 3-11-016947-9.
- Günther Garbrecht: Historische Wasserbauten in Ostanatolien – Königreich Urartu, 9.-7. Jh. v. Chr., in: Wasserbauten im Königreich Urartu und weitere Beiträge zur Hydrotechnik in der Antike, Schriften der Deutschen Wasserhistorischen Gesellschaft (DWhG) e.V., Band 5, hrsgn. v. Christoph Ohlig, Siegburg 2004, S. 1-104, ISBN 3-8334-1502-9.